# تازه‌آباد (شاهین‌دژ)
تازه‌آباد (شاهین‌دژ)، روستایی از توابع بخش مرکزی شهرستان شاهین‌دژ در استان آذربایجان غربی ایران است.

## جمعیت
این روستا در دهستان صفاخانه قرار دارد و براساس سرشماری مرکز آمار ایران در سال ۱۳۸۵، جمعیت آن ۱۵۲ نفر (۲۴ خانوار) بوده‌است.